# Agnetz, Oise

Agnetz este o comună în departamentul Oise, Franța. În 1 ianuarie 2022 avea o populație de 3.060 de locuitori.